# 小萝卜大戟
小萝卜大戟（学名：Euphorbia rapulum）是大戟科大戟属的植物。分布于中亚以及中国大陆的新疆等地，生长于海拔800米至2,000米的地区，一般生长在港积平原、荒地和山前平原，目前已由人工引种栽培。

## 别名
圆根大戟（新疆植物检索表）